# 구루미촌 (효고현)
구루미촌(久留美村)은 효고현 미노군에 존재했던 촌이다.

## 역사
- 1889년 4월 1일 - 정촌제 시행에 수반해 미노군 구루미촌이 성립하였다.
- 1951년 3월 15일 - 미키정에 편입되었다.

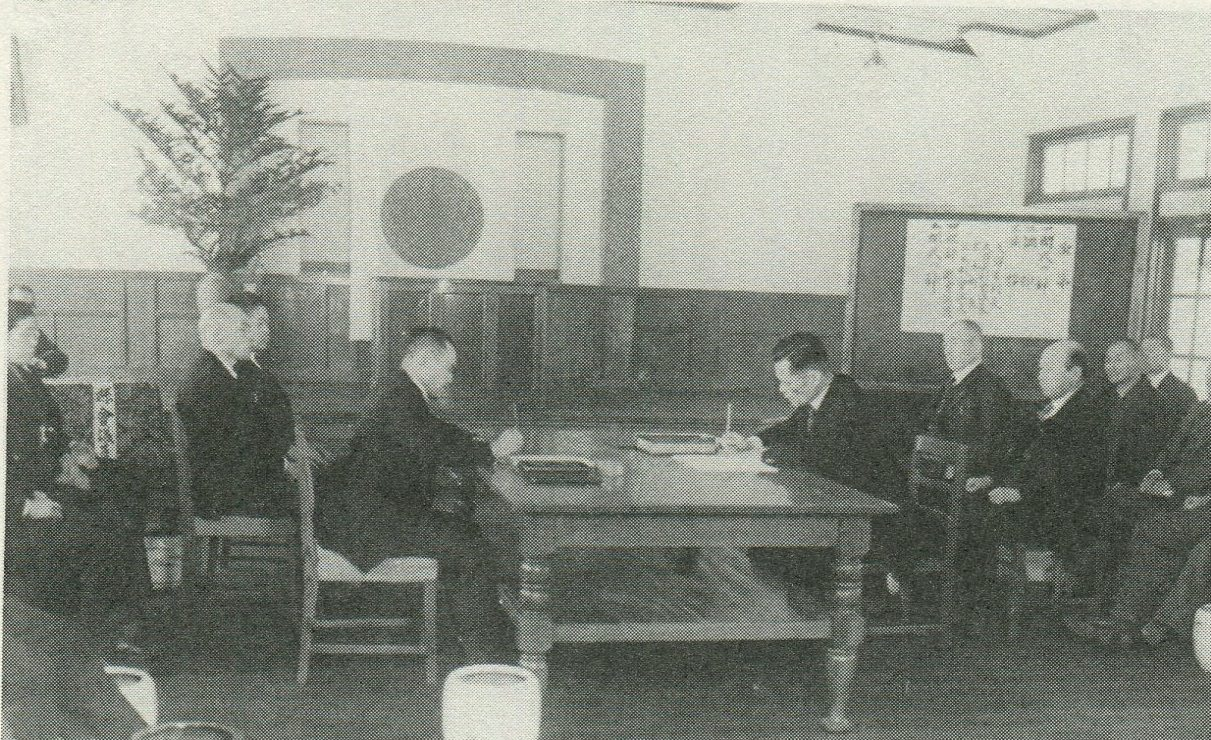
미키정과 합병 조인식

## 교통

### 철도
- 일본국유철도
  - 산요 본선
- 산요 전기 철도
  - 본선

## 참고문헌
- 角川書店『角川日本地名大辞典』 28 兵庫県、1988年9月。ISBN 978-4040012803。
- 魚住村誌編集委員会『魚住村誌』1957年。